# التحليل الكهربائي ذو درجة الحرارة العالية

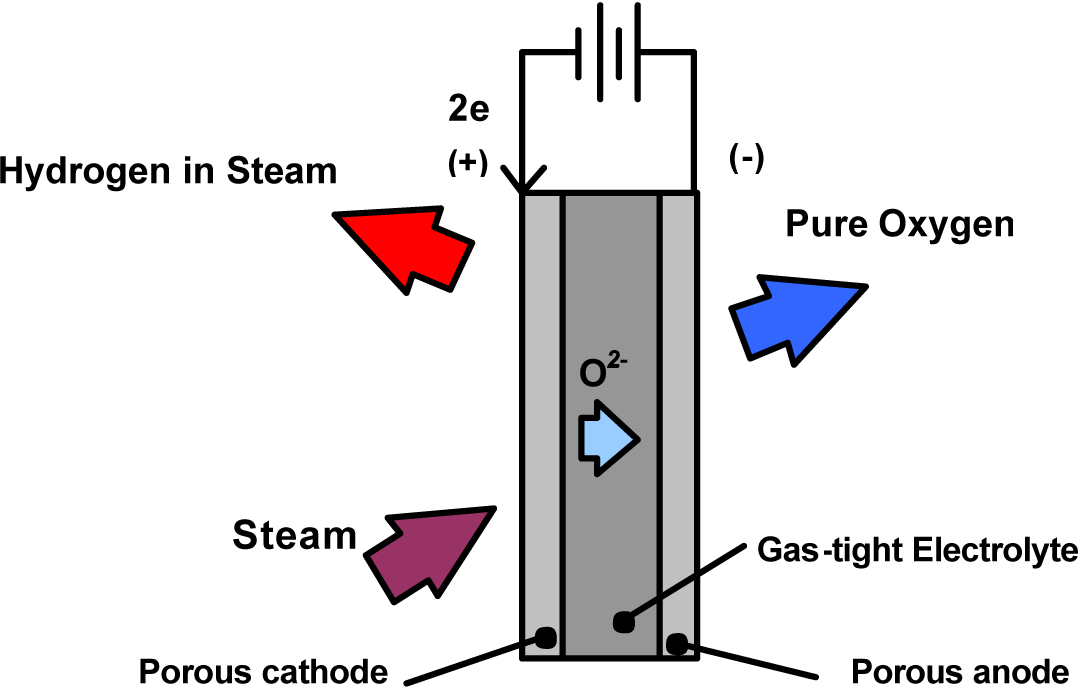
مخطط التحليل الكهربائي ذو درجة الحرارة العالية

التحليل الكهربائي ذو درجة الحرارة العالية يسمى أيضاً "HTE" أو التحليل الكهربائي بالبخار، هو تقنية لإنتاج الهيدروجين من الماء في درجات حرارة عالية.

## الكفاءة
يعد التحليل الكهربائي بدرجة الحرارة العالية أكثر كفاءة من الناحية الاقتصادية من التحليل الكهربائي التقليدي في درجة حرارة الغرفة لأن بعض الطاقة يتم توفيرها كحرارة، وهي أرخص من الكهرباء، وأيضًا لأن تفاعل التحليل الكهربائي يكون أكثر كفاءة في درجات الحرارة المرتفعة.
في الواقع عند 2500 درجة مئوية، تكون المدخلات الكهربائية غير ضرورية لأن الماء يتحلل إلى الهيدروجين والأكسجين من خلال التحلل الحراري. درجات الحرارة هذه غير عملية؛ بينما تعمل أنظمة التحليل الكهربائي ذو درجة الحرارة العالية المقترحة بين 100 درجة مئوية و 850 درجة مئوية.

## المواد
يعد اختيار المواد للأقطاب الكهربائية والكهرل في خلية المحلل الكهربائي للأكسيد الصلب أمرًا ضروريًا.